# Judocus Heylen
Judocus Heylen (Morkhoven, 17 april 1936 – Bonheiden, 18 mei 2004) was een Belgisch politicus voor de CVP en later de VLD. 

## Levensloop
Hij werd politiek actief en verkozen in 1964 als gemeenteraadslid te Morkhoven en onmiddellijk aangesteld als schepen, een mandaat dat hij uitoefende tot hij in 1971 aangesteld  werd als burgemeester, een functie die hij uitoefende tot de fusie van de gemeente met Noorderwijk en Herentals. 
Vervolgens werd hij verkozen in de gemeenteraad van Herentals en werd hij verschillende malen schepen. In de aanloop naar de lokale verkiezingen van 1988 ruilde hij de CVP in voor de scheurlijst Eenheid Herentals (EH). Na een periode van politieke inactiviteit was hij bij de lokale verkiezingen van 2000 lijstduwer op de VLD-kieslijst en werd verkozen. Na zijn overlijden werd hij opgevolgd als raadslid door Geert Van Rompaey.
Na een slepende ziekte overleed hij op 18 mei 2004 in het Imeldaziekenhuis te Bonheiden.